# Anisozyga formosana
Anisozyga formosana là một loài bướm đêm trong họ Geometridae.